# Hermann Tunner
Hermann Tunner (* 17. Mai 1913 in Graz; † 25. August 1985 ebenda) war ein österreichischer Diskuswerfer, Kugelstoßer, Weitspringer und Zehnkämpfer.
Im Diskuswurf wurde er bei den Olympischen Spielen 1948 in London Elfter und schied bei den Leichtathletik-Europameisterschaften 1950 in Brüssel in der Qualifikation aus.
Elfmal wurde er Österreichischer Meister im Diskuswurf (1940–1942, 1947–1951, 1953–1955), zweimal im Kugelstoßen (1941, 1942) und je einmal im Zehnkampf (1937) und im Weitsprung (1941), wobei er die Titel von 1937 bis 1942 für die Leichtathletik-Sektion des GAK errang, die Titel ab 1947 dann für andere Grazer Vereine (Post SV, ATUS Graz).

## Persönliche Bestleistungen
- Diskuswurf: 49,53 m, 20. August 1939, Maribor
- Zehnkampf: 6124 Punkte, 9./10. Oktober 1937, Graz